# Tinovul de la Fântâna Brazilor
Tinovul de la Fântâna Brazilor este o arie protejată (arie specială de conservare — SAC, sit de importanță comunitară — SCI) din România, desemnată în scopul protejării biodiversității și menținerii într-o stare de conservare favorabilă a florei spontane și faunei sălbatice, precum și a habitatelor naturale de interes comunitar aflate în arealul zonei de protecție. Aceasta este situată în estul Transilvaniei, pe teritoriul administrativ al județului Harghita.

## Localizare
Aria naturală se află în extremitatea vestică a județului Harghita (aproape de limita teritorială cu județul Mureș), pe teritoriul administrativ al comunei Corund, în apropierea drumului național DN13A, care leagă stațiunea Sovata de orașul Odorheiul Secuiesc.

## Înființare
Zona a fost declarată sit de importanță comunitară prin Ordinul Ministerului Mediului și Dezvoltării Durabile Nr.1964 din 13 decembrie 2007 (privind instituirea regimului de arie naturală protejată a siturilor de importanță comunitară, ca parte integrantă a rețelei ecologice europene Natura 2000 în România) și se întinde pe o suprafață de 41,5 hectare. Situl a fost protejat și ca arie specială de conservare în mai 2022.

## Biodiversitate
Situl reprezintă o zonă montană cu pajiști naturale, turbării, păduri de conifere și terenuri arabile (încadrată în bioregiunea alpină a Munților Gurghiului, unitate de relief a Carpaților Moldo-Transilvani, ce aparțin lanțului muntos al Carpaților Orientali); ce conservă habitate naturale de tip: Păduri acidofile de Picea abies din regiunea montană (Vaccino-Piceetea) și Turbării cu vegetație forestieră și protejează arboret cu specii predominante de molid (Picea abies) și pin de pădure] (Pinus sylvestris), care vegetează alături de mesteacăn (Betula verrucosa), mesteacăn pufos (Betula pubescens) sau plop tremurător (Populus tremula); precum și arbusti cu specii de merișor de munte (Vaccinium vitis idaea) și afin (Vaccinium myrtillus). 
La baza desemnării sitului se află căteva specii de amfibieni și reptile enumerate în anexa I-a a Directivei Consiliului European 92/43/CE din 21 mai 1992 (privind conservarea habitatelor naturale și a speciilor de faună și floră sălbatică, printre care: broasca-roșie-de-pădure (Rana dalmatina), broasca roșie de munte (Rana temporaria), salamandră de foc (Salamandra salamandra) sau șopârla de munte (Zootoca vivipara).

## Căi de acces
- Drumul național DN13A pe ruta: Odorheiu Secuiesc - Bisericani - Lupeni - Calonda - Corund.

## Monumente și atracții turistice
În vecinătatea sitului se află câteva obiective de interes istoric, cultural și turistic; astfel:

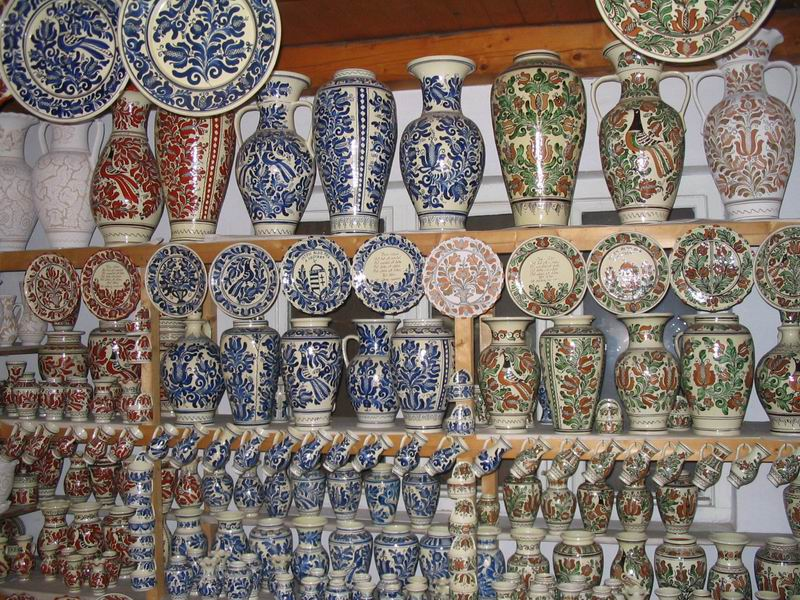
Ceramică de Corund

- Biserica unitariană din Corund, construcție sec. XVI - XVIII, monument istoric.
- Biserica romano-catolică din Corund, construită în anul 1911.
- Muzeul sătesc, cu poarta de lemn din Corund, construcție secolul al XIX-lea, monument istoric.
- Expoziția permanentă de produse artizanale și atelierele meșterilor olari din satul Corund.
- Ansamblul Cetatății Firtos din satul Corund alcătuit din Capela Sf. Ioan Botezătorul (sec. XVIII, Epoca modernă) și Cetatea Firtos (sec. XV, Epoca medievală).
- Rezervațiile naturale: Dealul Firtuș (tip forestier și floristic) și Dealul Melcului (Firtuș) (arie protejată de tip geologic).